# Valy (okres Cheb)
Obec Valy (německy Schanz) se nachází v okrese Cheb, kraj Karlovarský. Žije zde 480 obyvatel.

## Poloha
Obec se nachází v nadmořské výšce 555 m, 4 km severozápadně od Mariánských Lázní. Leží na jižním okraji horské oblasti Slavkovský les. Obec má vlastní železniční stanici na trati Mariánské Lázně - Cheb, stanice "Valy u Mariánských Lázní".

## Historie
Původní název až do roku 1947 byl Šance (německy Schanz). První zmínka o obci Šance se datuje do roku 1670. V roce 1678 zde byly tři domy, čtyři v roce 1692. Až 1788 tento počet vzrostl na 37 domů, kde žilo 250 až 300 lidí.
V roce 1872 byla otevřena železniční trať, která vedla podél obce. Valy však neměly zastávku. V roce 1889 byl založen hasičský sbor obce a od roku 1913 je v obci elektřina. V roce 1933 bylo zřízeno ještě nádraží.
Během druhé světové války byla stanice zničena. Po válce byli němečtí obyvatelé vyhnáni. V roce 1947 došlo ke změně názvu obce na Valy a byla obnovena železniční stanice. Místní škola byla uzavřena v roce 1968. V roce 1976 Valy ztratily svou nezávislost a staly se částí města Mariánské Lázně. Od roku 1990 jsou Valy opět samostatnou obcí.

## Obyvatelstvo
Při sčítání lidu v roce 1921 zde žilo 541 obyvatel, z nichž byli dva Čechoslováci a 539 obyvatel německé národnosti. Všichni obyvatelé se hlásili k římskokatolické církvi.
| Rok            | 1869 | 1880 | 1890 | 1900 | 1910 | 1921 | 1930 | 1950 | 1961 | 1970 | 1980 | 1991 | 2001 | 2011 |
| -------------- | ---- | ---- | ---- | ---- | ---- | ---- | ---- | ---- | ---- | ---- | ---- | ---- | ---- | ---- |
| Počet obyvatel | 427  | 558  | 675  | 551  | 614  | 541  | 588  | 207  | 268  | 253  | 249  | 290  | 305  | 419  |
| Počet domů     | 50   | 69   | 76   | 68   | 75   | 80   | 90   | 72   | 58   | 58   | 64   | 76   | 96   | 134  |

## Pamětihodnosti
- Venkovské usedlosti čp. 3 a 9